# 마를레네 디트리히
마리 마그달레네 "마를레네" 디트리히(독일어: Marie Magdalene "Marlene" Dietrich, 1901년 12월 27일 ~ 1992년 5월 6일)는 독일 출신의 배우, 가수다. 《푸른 천사》를 시작으로 조셉 폰 스턴버그가 감독한 일련의 영화에 '팜 파탈' 이미지를 가진 배역으로 출연해 세계적인 스타가 됐다. 스턴버그와 결별한 후에는 가수 활동도 병행하며 영화에 출연했다. 나치 독일에 반발해 독일 국적을 버리고 미국 국적을 취득했으며, 제2차 세계 대전 중에는 연합군 위문 공연을 벌였다. 이때 부른 '릴리 마를렌'은 참전 군인 사이에서 큰 인기를 끌었다. 이후 공연 활동에 집중하면서 영화에 출연하는 빈도가 줄었지만, 빌리 와일더, 앨프리드 히치콕, 오슨 웰스 등이 감독한 영화에 출연해 높은 평가를 받기도 했다. 1999년 미국 영화 연구소는 그녀를 역대 최고의 여성 배우 중 9위로 선정했다.

## 생애

### 유년기
디트리히는 1901년 독일 베를린에서 경찰이었던 아버지 루이스 에리히 오토 디트리히와 어머니 빌헬미나 엘리자베트 요제피네 사이의 둘째 딸로 태어났다. 아버지는 1907년 죽었고, 어머니는 아버지의 친구였던 에듀아르드 폰 로쉬와 1916년 재혼하였으나 로쉬도 제1차 세계대전에 참가하여 전사하였다. 로쉬는 빌미나의 딸들을 공식으로 입양하지는 않았기에 성을 바꾸지는 않았다. 디트리히는 11세가 되던 해에 마를레네로 개명하였다.
디트리히는 1907년부터 1917년까지 아우구스테 빅토리아 여학교에 다녔다. 그 여학교에 다니는 동안 바이올린을 익혔고 시작에도 관심한 디트리히는 바이올린 연주자를 꿈꾸었고 첫 직업도 베를린의 한 극장에서 무성 영화가 상영되는 동안 바이올린을 연주하는 일이었으나 4주 만에 해고되었다.

### 초기 경력

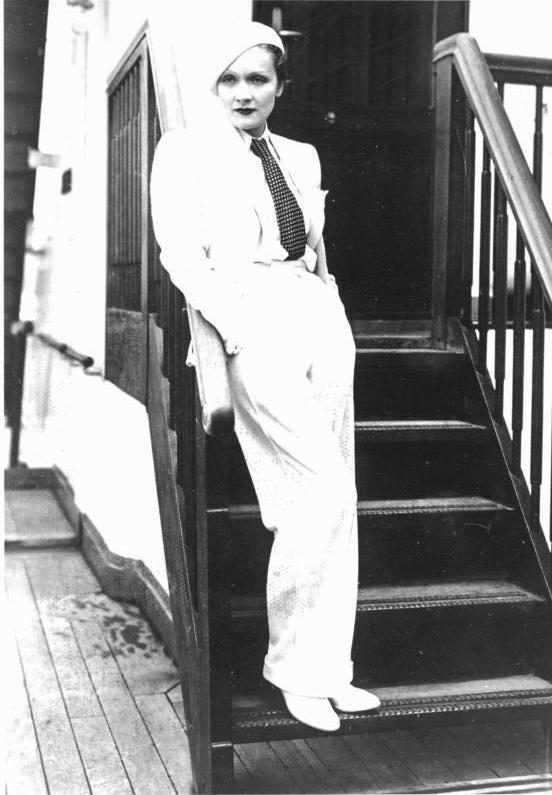
31세의 디트리히

디트리히의 첫 무대 경력은 보더빌 형식으로 공연하던‘귀도 티에셔의 걸 카바레’의 코러스 가수였다. 1922년 디트리히는 연출가 막스 라인하르트가 감독으로서 일하던 극장의 오디션에서 탈락하였지만, 코러스 배우로는 발탁된 후 별다른 주목을 끌지 않는 작은 역할을 맡아 무대에 오르기도 하였다. 1922년 처음으로 영화에서 대사가 있는 역할을 맡았다.
1920년대 동안 디트리히는 연극과 영화를 모두 하였는데 연극에서는 프랑크 베데킨트가 쓴 《판도라의 상자》, 셰익스피어의 《말괄량이 길들이기》와 《한여름 밤의 꿈》, 조지 버나드 쇼의 《므두셀라로 돌아가다》와 같은 작품을 연기하였다.

### 스타가 되다

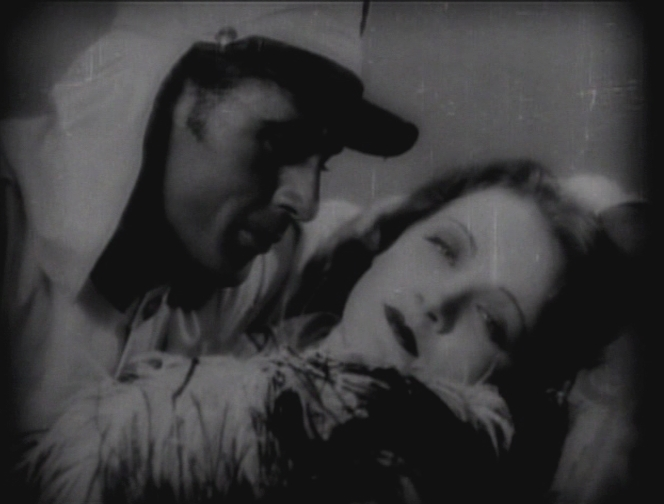
1930년 작품 《모로코》에서 연기 중인 게리 쿠퍼와 디트리히

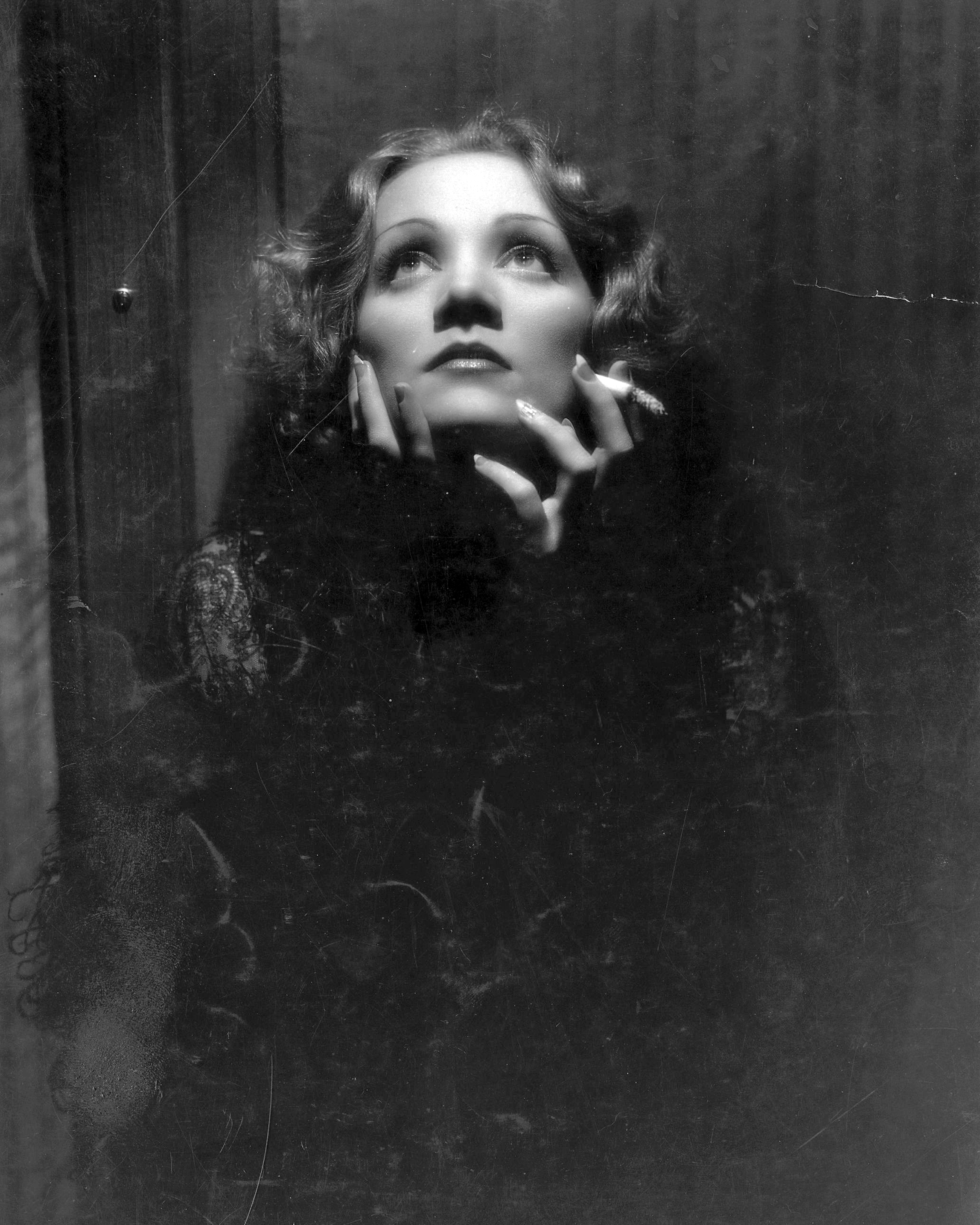
1932년 작품 《상하이 특급》의 한 장면

디트리히는 1929년 조지프 폰 스턴버그가 감독한 《슬픈 천사》에서 존경받는 교사 때문에 몰락하는 카바레 가수 “롤라”를 연기하여 일약 스타가 되었다. 《슬픈 천사》는 상업상 대성공하여 1930년대까지 여러 언어로 제작되었다. 이 성공으로 파라마운트 픽쳐스와 계약한 디트리히는 1930년에서 1935년까지 폰 스턴버그가 감독한 파라마운트 픽쳐스의 영화 여섯 편에 출연하였다. 이 기간 디트리히는 팜 파탈의 이미지를 구축하였다. 미국에서 출현한 첫 번째 영화인 《모로코》에서 디트리히는 다시 카바레 가수 역을 하였고 이 영화로 오스카 상 후보에 올랐다. 디트리히와 폰 스테른베르크는 《모로코》 외에도 마타 하리와 같은 스파이를 그린 《불명예》, 《금발의 비너스》, 《상하이 특급》, 《붉은 낙인》, 그리고 《악마는 여자다》에 출연하였다. 후일 디트리히는 《악마는 여자다》에 출연하였던 자신의 모습이 가장 아름다웠다고 회상하였다.
1936년 독립 영화를 제작하는 데이비드 O. 셀즈닉을 당시로서는 매우 큰 거액이었던 200,000 달러를 출연료로 주고 디트리히를 섭외하여 《알라의 정원》을 제작하였다. 1937년에는 잉글랜드의 영화 제작사인 알렉산더 코다 프로덕션도 출연료 450,000 달러를 들여 디트리히가 주인공인 《갑옷 없는 기사》를 제작하였다. 두 영화는 모두 흥행에 성공하였다. 1939년에는 나치당 측이 영화 출연을 제의하였지만 거절하고 파라마운트와 재계약하였다.

### 세계 대전

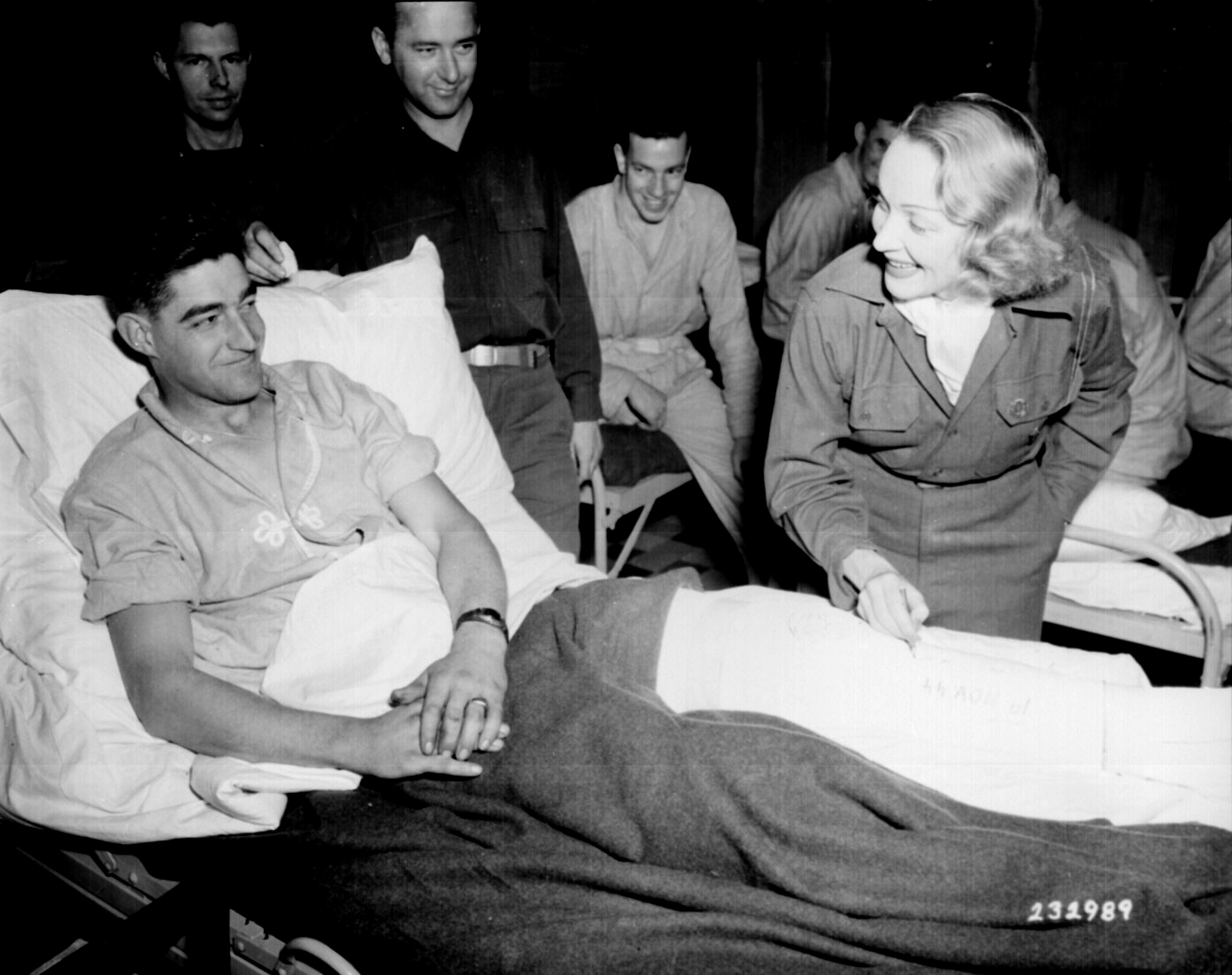
부상병 앞에서 노래를 부르는 디트리히

제2차 세계대전이 발발하자 전쟁 채권을 홍보하였고 전선 위문공연에 합류한 디트리히는 이 공로로 전후에 수훈하였다.
디트리히의 언니 가족은 전쟁 기간 내내 나치 독일에 있었다. 종전하자 디트리히는 언니를 찾고자 나치당원인 장교에게 도움받아서 구설에 오르기도 하였다.

### 쇼 진행자가 되다

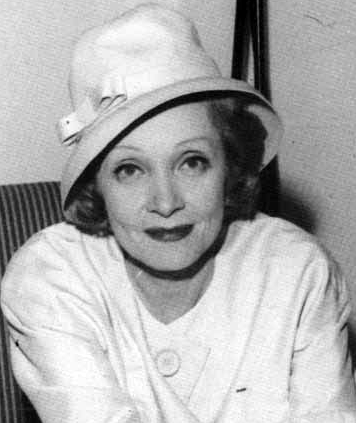
1960년 촬영한 디트리히

1950년부터 1970년대 중반까지 디트리히는 세계 최대 카바레 쇼를 진행하였다. 1953년 디트리히는 주당 30,000 달러를 받고 라스베가스의 호텔 사하라에 출연하였다. 이 시기 디트리히는 피부색과 흡사한 비단으로 만든 "누드 드레스"를 입고 쇼를 진행하였다. 디트리히의 쇼는 큰 인기를 얻었고 런던의 나이트클럽 카페 드 파리도 디트리히와 출연 계약하였다.
디트리히는 1960년대 후반부터 연극 무대에도 다시 올랐는데 브로드웨이에서 1967년과 1968년 두 번에 걸쳐 토니 상을 받았다. 1972년 11월 디트리히는 런던에서 영화로 제작되었던 《당신의 사랑을 바래요》를 자기 방식의 브로드웨이 뮤지컬로 각색하여 공연하였다. 흥행은 성공했다고 할 만하지 않았지만, 영국의 BBC와 미국의 CBS가 공연을 녹화하여 이듬해인 1973년 1월에 방송한 일변, 1965년 디트리히는 다리에 암이 발병하여 건강이 악화하였다. 진통제와 알콜에 의지하여 고통을 견뎠지만, 결국 1974년 다리가 부러지고 말았다. 1973년 디트리히는 클리브 히숀에게 자신이 오직 돈 때문에 쇼를 계속할 뿐이라고 자조하면서 "이게 매혹스러운 거라고 생각해요? 대단한 삶이었고 내 건강을 위한 거였다고 생각하나요? 전혀 안 그래요. 옛날엔 그랬을지 모르죠. 하지만, 지금은 아니에요."라고 말하였다.

### 만년

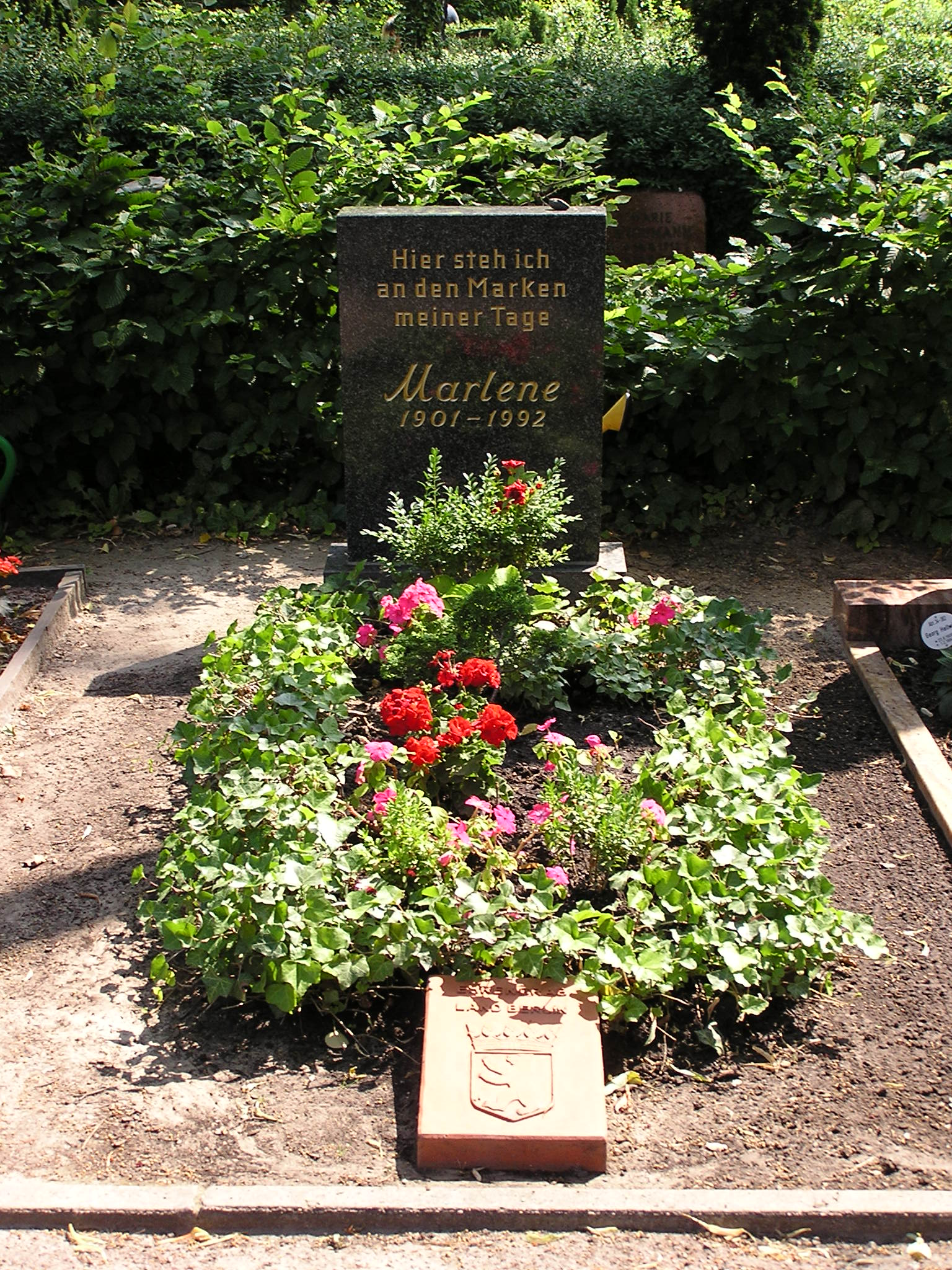
디트리히의 묘비, 베를린

디트리히는 1975년 9월 29일 시드니에서 공연하던 도중에 다리가 다시 부러지는 사고를 당한 후로 쇼를 더는 진행하지 않은 데다가 불행이 겹쳐 디트리히의 남편이었던 루돌프 시베르가 1976년 6월 24일 암으로 죽었다.
디트리히는 1979년 영화 《오직 지골로뿐》을 촬영하고 주제가도 직접 불렀다. 이것이 디트리히가 마지막으로 출연한 영화였다. 디트리히는 파리에 아파트를 구매하여 칩거하였다. 1982년 디트리히는 자신의 일생을 다룬 다큐멘터리 제작에 동의하였고 1984년 《마를레네》가 상영되었다.
1992년 5월 6일 향년 90세의 디트리히는 파리의 아파트에서 숨을 거뒀다.

## 참고

### 자료
- Bach, Steven (1992). Marlene Dietrich: Life and Legend. Doubleday. ISBN 0-385-42553-8.
- Carr, Larry (1970). Four Fabulous Faces:The Evolution and Metamorphosis of Swanson, Garbo, Crawford and Dietrich. Doubleday and Company. ISBN 0-87000-108-6.
- Morley, Sheridan (1978). Marlene Dietrich. Sphere Books. ISBN 0-7221-6163-8.
- Riva, Maria (1994). Marlene Dietrich. Ballantine Books. ISBN 0-345-38645-0.
- Riva, David J. (2006). A Woman at War: Marlene Dietrich Remembered. Wayne State University Press. ISBN 0-8143-3249-8.
- Spoto, Donald (1992). Blue Angel: The Life of Marlene Dietrich. William Morrow and Company, Inc.. ISBN 0-688-07119-8.